# Arrondissement de Lure
L'arrondissement de Lure est une division administrative française, située dans le département de la Haute-Saône et la région Bourgogne-Franche-Comté. C'est avec l'arrondissement de Vesoul l'un des deux seuls arrondissements du département. Pour ce qui est de la superficie et de la population, l'arrondissement de Lure est inférieur à celui de Vesoul.

## Composition

### Composition jusqu'en 2016
L'arrondissement était composé des 13 cantons suivants (découpage d'avant 2015) :
- canton de Champagney
- canton de Faucogney-et-la-Mer
- canton de Héricourt-Est
- canton de Héricourt-Ouest
- canton de Lure-Nord
- canton de Lure-Sud
- canton de Luxeuil-les-Bains
- canton de Mélisey
- canton de Saint-Loup-sur-Semouse
- canton de Saint-Sauveur
- canton de Saulx
- canton de Vauvillers
- canton de Villersexel

### Composition depuis 2017
La composition de l'arrondissement est modifiée au 1er janvier 2017 par l'arrêté du 27 décembre 2016.
Le nombre de communes de l'arrondissement de Lure est ainsi de 194 en 2015, 194 en 2016, 193 en 2019 et 192 en 2024.
Au 1er janvier 2024, l'arrondissement groupe les 192 communes suivantes :
1. Abelcourt
2. Adelans-et-le-Val-de-Bithaine
3. Aillevans
4. Aillevillers-et-Lyaumont
5. Ailloncourt
6. Ainvelle
7. Alaincourt
8. Amage
9. Ambiévillers
10. Amblans-et-Velotte
11. Amont-et-Effreney
12. Andornay
13. Anjeux
14. Arpenans
15. Athesans-Étroitefontaine
16. Autrey-le-Vay
17. Les Aynans
18. La Basse-Vaivre
19. Bassigney
20. Baudoncourt
21. Belfahy
22. Belmont
23. Belonchamp
24. Belverne
25. Betoncourt-lès-Brotte
26. Betoncourt-Saint-Pancras
27. Beulotte-Saint-Laurent
28. Beveuge
29. Bouhans-lès-Lure
30. Bouligney
31. Breuches
32. Breuchotte
33. Brevilliers
34. Briaucourt
35. Brotte-lès-Luxeuil
36. La Bruyère
37. Chagey
38. Châlonvillars
39. Champagney
40. Champey
41. La Chapelle-lès-Luxeuil
42. Châteney
43. Châtenois
44. Chavanne
45. Chenebier
46. Citers
47. Clairegoutte
48. Coisevaux
49. Conflans-sur-Lanterne
50. Corbenay
51. La Corbière
52. Corravillers
53. La Côte
54. Courchaton
55. Courmont
56. Couthenans
57. La Creuse
58. Crevans-et-la-Chapelle-lès-Granges
59. Creveney
60. Cuve
61. Dambenoît-lès-Colombe
62. Dampierre-lès-Conflans
63. Dampvalley-Saint-Pancras
64. Demangevelle
65. Échavanne
66. Échenans-sous-Mont-Vaudois
67. Écromagny
68. Éhuns
69. Errevet
70. Esboz-Brest
71. Esmoulières
72. Esprels
73. Étobon
74. Fallon
75. Faucogney-et-la-Mer
76. Faymont
77. Les Fessey
78. Fleurey-lès-Saint-Loup
79. Fontaine-lès-Luxeuil
80. Fontenois-la-Ville
81. Fougerolles-Saint-Valbert
82. Frahier-et-Chatebier
83. Francalmont
84. Franchevelle
85. Frédéric-Fontaine
86. Fresse
87. Froideconche
88. Froideterre
89. Frotey-lès-Lure
90. Genevreuille
91. Genevrey
92. Georfans
93. Girefontaine
94. Gouhenans
95. Grammont
96. Granges-la-Ville
97. Granges-le-Bourg
98. Haut-du-Them-Château-Lambert
99. Hautevelle
100. Héricourt
101. Hurecourt
102. Jasney
103. Lantenot
104. La Lanterne-et-les-Armonts
105. Linexert
106. Lomont
107. Longevelle
108. La Longine
109. Lure
110. Luxeuil-les-Bains
111. Luze
112. Lyoffans
113. Magnivray
114. Magnoncourt
115. Les Magny
116. Magny-Danigon
117. Magny-Jobert
118. Magny-Vernois
119. Mailleroncourt-Charette
120. Mailleroncourt-Saint-Pancras
121. Malbouhans
122. Mandrevillars
123. Marast
124. Mélecey
125. Melincourt
126. Mélisey
127. Meurcourt
128. Mignavillers
129. Moffans-et-Vacheresse
130. Moimay
131. Mollans
132. La Montagne
133. Montdoré
134. Montessaux
135. La Neuvelle-lès-Lure
136. Oppenans
137. Oricourt
138. Ormoiche
139. Palante
140. Passavant-la-Rochère
141. La Pisseure
142. Plainemont
143. Plancher-Bas
144. Plancher-les-Mines
145. Pomoy
146. Pont-du-Bois
147. Pont-sur-l'Ognon
148. La Proiselière-et-Langle
149. Quers
150. Raddon-et-Chapendu
151. Rignovelle
152. Ronchamp
153. La Rosière
154. Roye
155. Saint-Barthélemy
156. Saint-Bresson
157. Saint-Ferjeux
158. Saint-Germain
159. Saint-Loup-sur-Semouse
160. Sainte-Marie-en-Chanois
161. Sainte-Marie-en-Chaux
162. Saint-Sauveur
163. Saint-Sulpice
164. Saulnot
165. Saulx
166. Secenans
167. Selles
168. Senargent-Mignafans
169. Servance-Miellin
170. Servigney
171. Ternuay-Melay-et-Saint-Hilaire
172. Trémoins
173. La Vaivre
174. Le Val-de-Gouhenans
175. Vauvillers
176. Vellechevreux-et-Courbenans
177. Velleminfroy
178. Velorcey
179. La Vergenne
180. Verlans
181. Villafans
182. Villargent
183. La Villedieu-en-Fontenette
184. Villersexel
185. Villers-la-Ville
186. Villers-lès-Luxeuil
187. Villers-sur-Saulnot
188. Visoncourt
189. La Voivre
190. Vouhenans
191. Vyans-le-Val
192. Vy-lès-Lure

## Démographie
En 2022, l'arrondissement comptait 106 255 habitants.
| 1968   | 1975    | 1982    | 1990    | 1999    | 2006    | 2011    | 2016    | 2021    |
| ------ | ------- | ------- | ------- | ------- | ------- | ------- | ------- | ------- |
| 99 644 | 104 031 | 109 665 | 107 462 | 106 461 | 108 300 | 109 757 | 109 260 | 106 659 |

| 2022    | - | - | - | - | - | - | - | - |
| ------- | - | - | - | - | - | - | - | - |
| 106 255 | - | - | - | - | - | - | - | - |